# Азербайджанські авіалінії
«Азербайджа́нські авіалі́нії» (AZAL, АЗАЛ, азерб. Azərbaycan Hava Yolları) — дочірнє підприємство Держконцерну «Азербайджан Хава Йоллари», найбільша азербайджанська авіакомпанія, національний авіаперевізник. Член Міжнародної асоціації повітряного транспорту (ІАТА). Штаб-квартира розташована в Баку. 
Заснована 7 квітня 1992 року — перша національна авіакомпанія, заснована після здобуття країною незалежності. Базовий аеропорт авіакомпанії, Бакинський міжнародний аеропорт Гейдара Алієва, розташований за 20 км на північний схід від Баку. Компанія здійснює пасажирські перевезення в країни Європи, СНД, Близького Сходу та Азії. У 2011 році, після отримання нової партії літаків Boeing з великою дальністю польоту, планується поповнення нових постійних маршрутів до країн Північної Америки та Південно-Східної Азії.

## Історія
Історія цивільної авіації Азербайджанської Республіки бере початок з 1923, коли почали виконуватися перші поштові та пасажирські рейси між Баку та Тбілісі на німецьких літаках «Junkers».
У 1959 у цивільній авіації Азербайджану з'явилися нові турбогвинтові літаки Іл-18.
У жовтні 2000 AZAL придбав перший Boeing 757.
У вересні 2005 відповідно до контракту з Airbus AZAL придбав перший Airbus A319 названий ім'ям другого великого міста Азербайджану — Гянджа.
У серпні 2007 AZAL набуває перші авіалайнери французької компанії Avions de Transport Regional — літаки типу ATR 42/72-500.
AZAL підписав контракт з компанією Boeing щодо закупівлі нових Boeing 787 . Можна відзначити, що цей лайнер буде єдиним в ближньому і далекому регіоні а також у пострадянських країнах. Це дозволить розширити карту польотів і приступити до трансатлантичних рейсів.
24 грудня 2010 компанія відмовилася від використання російських літаків (Ту-154) на внутрішніх маршрутах, тепер на рейсах Баку-Нахічевань використовуються літаки марок Airbus-319, Airbus-320 і Boeing-757.

## Флот

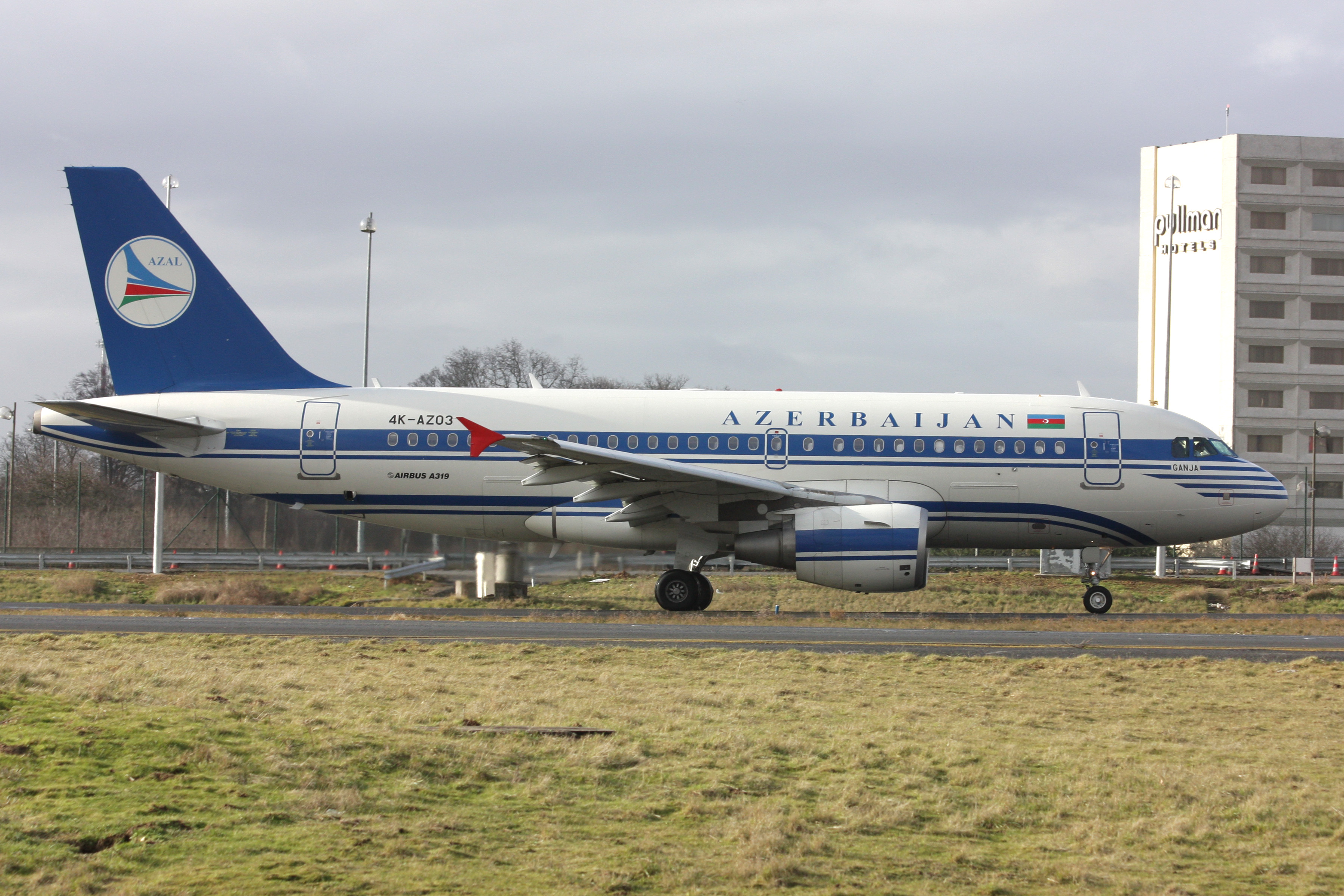
Airbus A319 в аеропорту імені Шарля де Голля

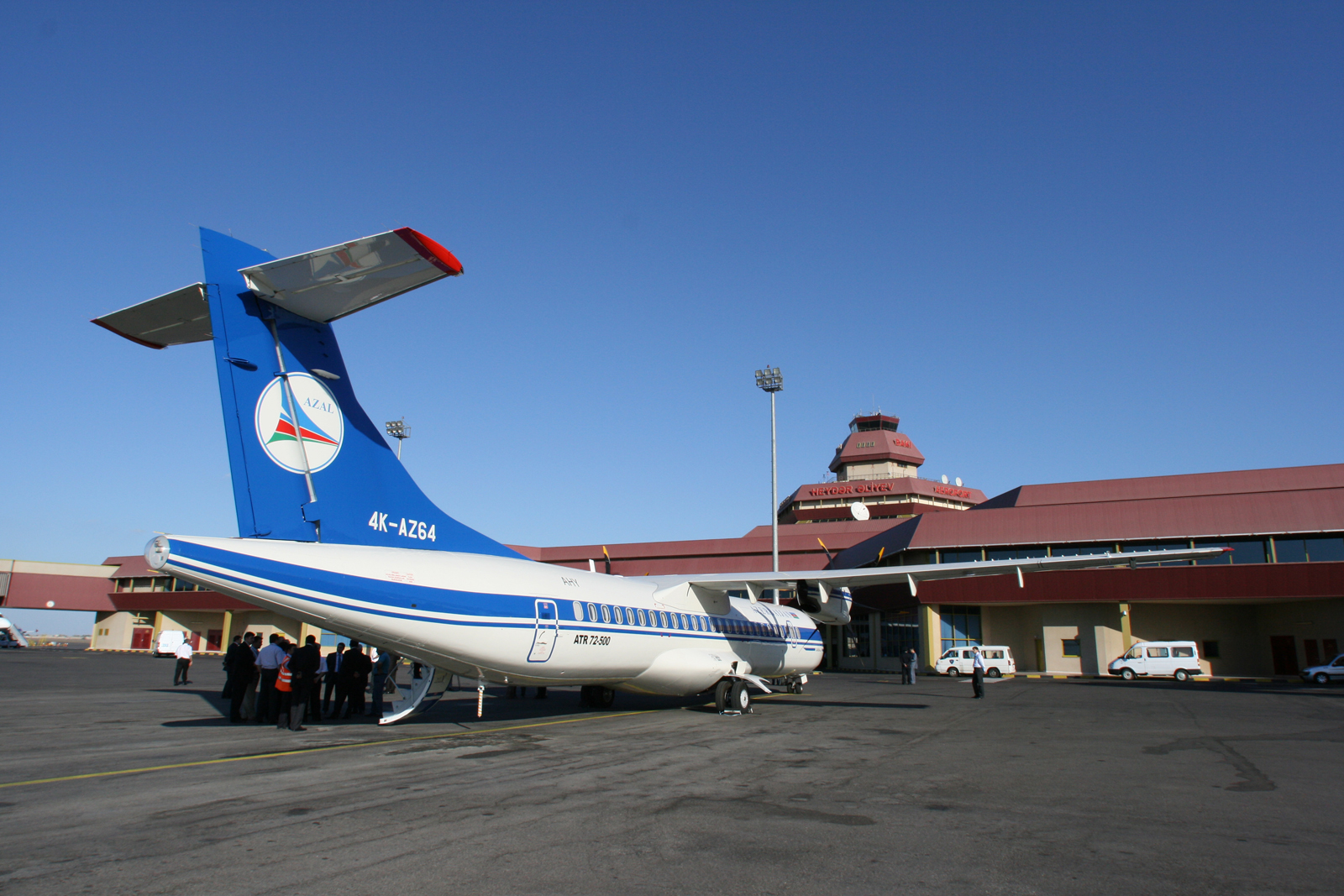
ATR 72-500 в аеропорті ім. Г. Алієва

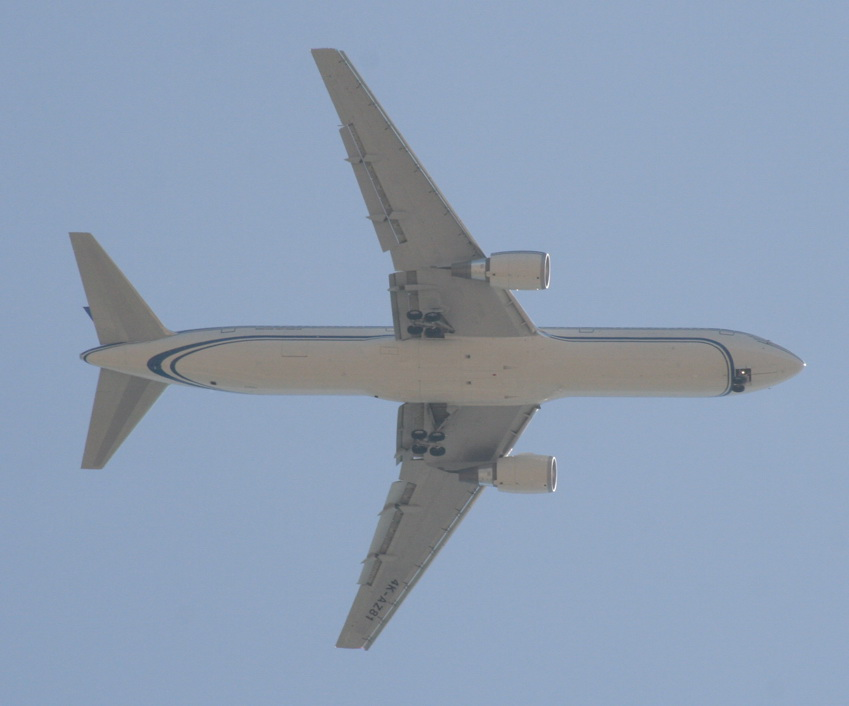
Boeing 763 4K-AZ81 заходить на посадку в аеропорт ім. Г. Алієва

Флот на серпень 2018:
| Тип              | В дії | Замовлено | Пасажирів | Пасажирів | Пасажирів | Пасажирів | Примітки                      |
| Тип              | В дії | Замовлено | C         | Y+        | Y         | Разом     | Примітки                      |
| ---------------- | ----- | --------- | --------- | --------- | --------- | --------- | ----------------------------- |
| Airbus A319-100  | 4     | —         | 8         | —         | 114       | 122       |                               |
| Airbus A320-200  | 7     | —         | 20        | —         | 126       | 146       |                               |
| Airbus A340-500  | 2     | —         | 36        | —         | 201       | 237       |                               |
| Boeing 737 MAX 8 | —     | 10        | TBA       | TBA       | TBA       | TBA       | Зміна лівреї у листопаді 2018 |
| Boeing 757-200   | 3     | —         | 24        | —         | 150       | 174       |                               |
| Boeing 757-200   | 3     | —         | 22        | —         | 158       | 180       |                               |
| Boeing 767-300ER | 2     | —         | 22        | —         | 176       | 198       |                               |
| Boeing 787-8     | 2     | 5         | 18        | 35        | 157       | 210       |                               |
| Разом            | 20    | 15        |           |           |           |           |                               |

## Діяльність

### Маршрутна мережа
Компанія AZAL (станом на липень 2010 року) виконує регулярні рейси за міжнародними напрямками з Баку, Гянджі, Ленкорані і 4-м внутрішнім в Гянджа, Нахічевань, Ленкорань і в Закатали.

### Код-шерінг
Компанія має угода про «єдиний коді» з наступними компаніями:
- Air Arabia
- Air France (SkyTeam)
- airBaltic
- Belavia[12]
- Etihad Airways
- Lufthansa (Star Alliance)
- Qatar Airways (Oneworld)
- S7 Airlines (Oneworld)
- SCAT
- Turkish Airlines (Star Alliance)
- Ukraine International Airlines

### Аварії та катастрофи
25 грудня 2024 року літак Embraer E190 потерпів катастрофу, загинуло щонайменше 39 людей.

## Виноски
1. ↑  ОБ «Азербайджанські авіалінії» [Архівовано 18 вересня 2010 у Wayback Machine.] (рос.)
2. ↑  Міжнародний Аеропорт ім. Гейдара Алієва (розклад рейсів) (рос.)
3. ↑  AZE.az — Останні новини Азербайджану, Кавказу, СНД, світові новини. Архів оригіналу за 28 липня 2013. Процитовано 23 грудня 2011. [Архівовано 2013-07-28 у Wayback Machine.]
4. ↑  Азербайджан відмовився від використання російських літаків на внутрішніх маршрутах - ОНОВЛЕНО: Економіка, 24 грудня 2010. Архів оригіналу за 27 грудня 2010. Процитовано 23 грудня 2011.
5. ↑  Airbus A319. Azerbaijan Airlines (az-AZ) . Архів оригіналу за 25 серпня 2017. Процитовано 24 червня 2017.
6. ↑  Airbus A320. Azerbaijan Airlines (az-AZ) . Архів оригіналу за 25 серпня 2017. Процитовано 24 червня 2017.
7. ↑  Airbus A340-500. Azerbaijan Airlines (az-AZ) . Архів оригіналу за 25 серпня 2017. Процитовано 24 червня 2017.
8. ↑  AZAL Azerbaijan to add maiden B737 MAX in mid-4Q18. Архів оригіналу за 10 жовтня 2017. Процитовано 9 грудня 2017.
9. 1 2  Boeing 757-200. Azerbaijan Airlines (az-AZ) . Архів оригіналу за 25 серпня 2017. Процитовано 24 червня 2017.
10. ↑  Boeing 767-300. Azerbaijan Airlines (az-AZ) . Архів оригіналу за 25 серпня 2017. Процитовано 24 червня 2017.
11. ↑  Boeing 787-8 Dreamliner. Azerbaijan Airlines (az-AZ) . Архів оригіналу за 14 червня 2017. Процитовано 24 червня 2017.
12. ↑  AZAL and Belavia signed a codeshare agreement on Baku-Minsk route. Azerbaijan Airlines (fr-FR) . Архів оригіналу за 22 жовтня 2018. Процитовано 22 жовтня 2018.